# Гусеобразные
Гусеобра́зные, или пластинчатоклю́вые (лат. Anseriformes), — отряд новонёбных птиц, в который наряду с такими птицами, как гуси, утки, лебеди, входят и более экзотические семейства (например, паламедеи из Южной Америки). Виды отряда широко распространены и играют большую роль в биосфере умеренных широт Земли. Некоторые виды гусеобразных имеют важное сельскохозяйственное значение.

## Описание
В отряде гусеобразных встречаются птицы крупной и средней величины. Самый крупный ныне живущий представитель отряда — лебедь-шипун, достигающий массы 13 кг. Самым мелким является чирок-свистунок, который весит около 200—300 г. Крупнейшие представители вымершего семейства Dromornithidae достигали 3 м в высоту и 500 кг массы. Как правило, гусеобразные обладают увесистым телом, длинной шеей и сравнительно небольшой головой. За исключением паламедей, современные гусеобразные имеют широкий и плоский клюв, на кончике которого часто находится затвердение — ноготок, облегчающее срывание листвы и растительного материала. По бокам края клюва зубчатые пластинки образовывают своеобразное решето, позволяющее фильтровать съедобные частицы из воды. Особенно они развиты у крохалей, которые благодаря этим зубчикам могут удерживать в клюве пойманную рыбу.
Характерным признаком гусеобразных является наличие перепонок между тремя направленными вперёд пальцами на ногах, важных для передвижения в воде. Они, однако, почти исчезли у паламедей и полулапчатого гуся (Anseranas semipalmata), которые живут на суше и почти не заходят в воду. Оперение водонепроницаемо и у многих видов пёстро раскрашено — в особенности у самцов. Птицы посвящают уходу за оперением много времени. Оно смазано водозащитным секретом, выделяющемся специальными железами на коже птиц, которые стимулируются прикосновением клюва. Во время линьки у большинства видов старые перья выпадают почти одновременно и сразу; в это время птицы не способны летать, и для защиты от врагов самцы демонстрируют лишь очень неброскую окраску. Теплоизоляция обеспечивается толстым слоем пуха, а также подкожным слоем жира.

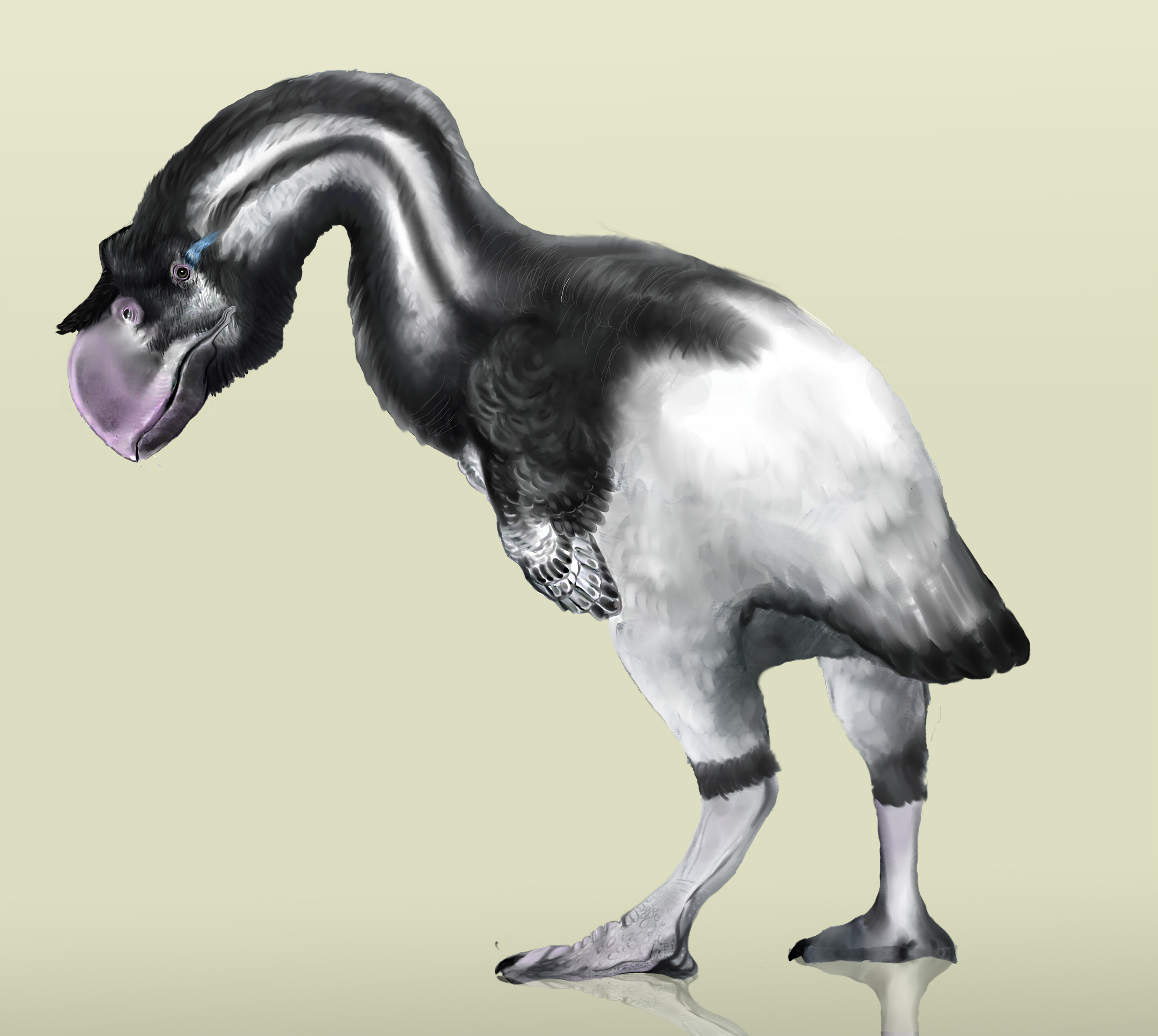
Dromornis stirtoni, реконструкция

Большинство гусеобразных — отменные летуны, для которых характерен быстрый полёт с частыми взмахами крыльев (при этом перья на крыльях вибрируют, издавая характерный для каждого вида звук). Представитель этого семейства горный гусь (Anser indicus) — самая высоколетающая птица в мире, способная подниматься на высоту до 10000 м. Будучи перелётными птицами, многие виды преодолевают расстояния во много тысяч километров. Крылья у гусеобразных — средние по величине, заострённые. По земле большинство гусеобразных (за исключением гусей и казарок) ходят не очень хорошо, переваливаясь с боку на бок. Отлично плавают и ныряют. Под водой гусеобразные проводят около 3 минут и ныряют на глубину до 40 метров. Под водой передвигаются при помощи лап, некоторые виды используют и крылья.

## Распространение
В основном гусеобразные живут вблизи водоёмов, в частности у болот и озёр, в устьях рек и в прибрежных регионах. Многие виды проводят бо́льшую часть своей жизни в открытом море и возвращаются на сушу только для того, чтобы гнездиться. Представители этого отряда распространены на всех материках, за исключением Антарктиды. Больше всего различных видов гусеобразных можно встретить в тропиках Южной Америки, Африки и Австралии.

## Питание

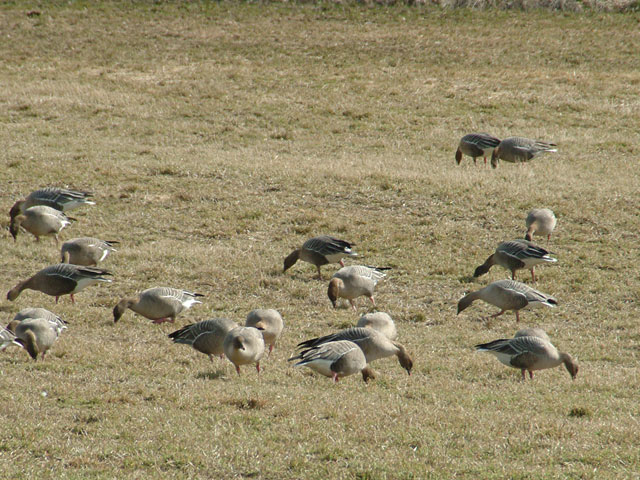
Гуси на пастбище

Некоторые гусеобразные питаются животной пищей — рыбой, ракообразными, водными моллюсками и т. п. Большинство ищет пищу на водной поверхности или вблизи её; есть, однако, виды, ныряющие более глубоко за водными растениями. Гуси и паламедеи питаются также на суше, где щиплют траву. Регулярно они проглатывают маленькие камешки, которые в их мускулистом желудке помогают измельчать пищу, а потом выделяются вместе с помётом.

## Размножение
Большинство представителей отряда моногамны. У некоторых видов пары образуются на всю жизнь, и участие в воспитании потомства принимают оба родителя; однако у большинства видов гусеобразных пары образуются только на один сезон, причём самец никакого участия в насиживании и кормлении птенцов не принимает. Гнёзда гусеобразных расположены у водоёмов, в береговых зарослях, кустах и в тростнике (некоторые гнездятся в дуплах, в земляных норах или на островках). Как правило, гнездо изнутри выстлано пухом, который самка выдёргивает из своего живота.
В кладке от 2 до 15 яиц, чаще больше пяти. Яйца одноцветные, чаще белого цвета или зеленоватые. Насиживание длится более 25 дней. Вылупившиеся птенцы уже покрыты пухом и через несколько часов способны бегать, плавать и даже самостоятельно кормиться. Самка (реже — оба родителя) присматривает за ними и в случае опасности самоотверженно защищает. Птенцы начинают летать в возрасте около 2 месяцев, у крупных видов — к 3,5—4 месяцам. Половозрелость наступает на втором-третьем году жизни.

## Классификация
К гусеобразным относят 3 современных семейства со 178 видами:
- Anatidae — Утиные (174 вида)
- Anhimidae — Паламедеи, или шпорцевые гуси (3 вида)
- Anseranatidae — Полулапчатые гуси (1 вид)

Вымершие семейства и роды:
- † Dromornithidae — Дроморнитиды
- † Gastornithidae — Гасторнитиды
- † Presbyornithidae — Пресбиорнитиды
- Роды incertae sedis
  - † Vegavis